# Antonio Lara Zárate
Antonio Lara Zárate (Santa Cruz de Tenerife, 18 décembre 1881 - Mexico, 24 février 1956) est un avocat et homme politique espagnol. Il est ministre de nombreuses fois pendant la Seconde République espagnole, en particulier sous le Front populaire.